# 울남마을버스
울남마을버스는 울산광역시의 마을버스 운수 업체로 울산여객, 남성여객, 한성교통, 유진버스의 동일한 계열사로 예전 명칭은 성안버스로 운행했으나 당시 부정운행, 부적격 운전자, 무료환승 조작, 임의 결행 및 보조금 부당청구, 운행기록장치 미설치 등 6개 항목을 위반하여 면허를 박탈당했고 운행중인 노선은 2010년에 남성여객이 인수했으나 현재는 남성여객에서 분리되었다.